# أبو نصر بن القشيري
أبو نصر عبد الرحيم بن أبي القاسم عبد الكريم بن هوازن بن عبد الملك القشيري النيسابوري (439هـ/1047م - 514هـ/1120م) المعروف بابن القشيري، وهو نحوي ومتكلم وفقيه شافعي، أحد أولاد أبي القاسم القشيري، وهو أكثرهم علماً وأشهرهم اسماً.
اعتنى به أبوه أبو القاسم القشيري، وأسمعه وأقرأه حتى برع في العربية والنظم والنثر والتأويل، وكتب الكثير بأسرع خط، وكان أحد الأذكياء، لازم إمام الحرمين أبا المعالي الجويني، وحصل طريقة المذهب الشافعي والخلاف، وساد وعظم قدره واشتهر ذكره.
ذكره عبد الغافر في «سياقه» فقال: هو زين الإسلام أبو نصر عبد الرحيم، إمام الأئمة، وحبر الأمة، وبحر العلوم، وصدر القروم، أشبههم بأبيه خلقاً، حتى كأنه شق منه شقاً، كمل في النظم والنثر، وحاز فيهما قصب السبق، ثم لزم إمام الحرمين، فأحكم المذهب والأصول والخلاف، ولازمه يقتدي به، ثم خرج حاجاً، ورأى أهل بغداد فضله وكماله، ووجد من القبول ما لم يعهد لأحد، وحضر مجلسه الخواص، وأطبقوا على أنهم ما رأوا مثله في تبحره. إلى أن قال: وبلغ الأمر في التعصب له مبلغاً كاد أن يؤدي إلى الفتنة.

## فتنة ابن القشيري
وحج، فوعظ ببغداد، وبالغ في التعصب للأشاعرة والغض من الحنابلة، فقامت الفتنة على ساق، واشتد الخطب، وشمر لذلك أبو سعد أحمد بن محمد الصوفي عن ساق الجد، وبلغ الأمر إلى السيف، واختبطت بغداد، وظهر مبادر البلاء، ثم حج ثانياً، وجلس والفتنة تغلي مراجلها، وكتب ولاة الأمر إلى نظام الملك ليطلب أبا نصر بن القشيري إلى الحضرة إطفاءً للنائرة، فلما وفد عليه أكرمه وعظمه، وأشار عليه بالرجوع إلى نيسابور فرجع، ولزم الطريق المستقيم، ثم نُدب إلى الوعظ والتدريس فأجاب، ثم فتر أمره وضعف بدنه وأصابه فالج، فاعتقل لسانه إلا عن الذكر نحواً من شهر، ومات.
سمع أبا حفص بن مسرور، وأبا عثمان الصابوني، وعبد الغافر الفارسي، وأبا الحسين بن النقور، وسعد بن علي الزنجاني، وأبا القاسم المهرواني، وعدة.
وقال أبو عمرو ابن الصلاح: قال شيخنا أبو بكر القاسم بن الصفار: ولد أبي أبو سعد سنة ثمان وخمسمائة، وسمع من جده وهو ابن أربع سنين أو أزيد، والعجب أنه كتب بخطه الطبقة، وحيي إلى سنة ستمائة.
مات أبو نصر في الثامن والعشرين من جمادى الآخرة سنة أربع عشرة وخمسمائة في عشر الثمانين.